# デジタル放送の日
デジタル放送の日（でじたるほうそうのひ）とは、12月1日のこと。
2006年（平成18年）12月1日に、地上デジタル推進全国会議の第5回総会において「デジタル放送推進のための行動計画（第7次）」が採択され、デジタル放送に対する理解を深め、その発展と普及を図るために、毎年12月1日を「デジタル放送の日」と定めた。2012年以降は、地上デジタルテレビ放送とBSデジタル放送の普及を図る日として各種のイベントやキャンペーンを通じて普及啓発されている。

## 制定の経緯
2003年（平成15年）から推進した地上デジタル放送について、総務庁は「デジタル放送推進のための行動計画」として2011年のアナログ放送の終了に向けた周知広報や活動の行動計画を定めた。対象は地上デジタル推進全国会議、国、放送事業者、自治体、メーカーなどで、
2005年12月1日に東北6県でも地上デジタルテレビ放送が開始されて受信可能範囲が拡大すると、2006年（平成18年）12月1日に総務省・同会議第5回総会において、デジタル放送の日の制定を盛りこんだ「デジタル放送推進のための行動計画（第7次）」が採択される。2011年1月の第11次となる最終行動計画までまとめられた。
「デジタル放送の日」制定の趣旨は、「デジタル放送推進のための行動計画（第7次）」において記述されており、以下に全文を紹介する。

### 「デジタル放送の日」制定の趣旨（全文）
デジタル放送の日の制定
国民視聴者のデジタルテレビ放送に対する理解を深めるとともに、デジタルテレビ放送の普及促進及び発展を図ることを目的として「デジタル放送の日」を設ける。
デジタル放送の日は12月1日とし、今後はその前後の期間において関係者が連携して、テレビの情報番組やスポット広告を中心とした地上デジタルテレビ放送の魅力を伝えるためのキャンペーンや地上デジタルテレビ放送の受信方法についての普及啓発活動等を重点的に行う。また、同期間にBSデジタルテレビ放送の普及啓発活動等も重点的に行う。
我が国の地上デジタルテレビ放送は、去る平成15年（2003年）12月1日に東名阪の三大広域圏から開始された。以来、まる三年を経た本日、全国都道府県において、テレビジョン放送事業者全社が、地上デジタルテレビ放送を開始するに至った。 また、衛星デジタル放送は、平成12年（2000年）12月1日に開始して7年目に入る。
平成23年（2011年）には、地上アナログテレビ放送・BSアナログテレビ放送がともに終了し、デジタル放送に全面移行することになる。これに向け、我々は今、地上・衛星デジタルテレビ放送を最大限普及させ、未来の世代の大きな財産とすべく、我が国の放送の歴史における新たなスタートラインに立ったと考える。
こうした認識に立ち、我々は、国民視聴者のデジタル放送に対する理解を深めるとともに、デジタル放送の普及促進及び発展を図るため、 この12月1日を「デジタル放送の日」と定め、ここに宣言する。
平成18年（2006年）12月1日　地上デジタル推進全国会議　議長 山口信夫

12月1日が「デジタル放送の日」に選ばれた背景には、全国会議の宣言文にもあるとおり2000年（平成12年）12月1日のBSデジタル放送の開始、2003年（平成15年）12月1日の東京・名古屋・大阪（東名阪）の地上デジタル放送の開始、そして2006年12月1日には全国の都道府県で地上デジタル放送の開始に至った経緯がある。2011年にアナログ放送は廃止される予定だったところ、現実には2015年春まで「デジアナ変換」方式を用い、ケーブルテレビ回線で地上波アナログテレビの視聴は可能だった。

### 過去の式典・イベント等
- 2000年12月1日　BSデジタル放送開始・記念イベント

- 2003年12月1日　地上デジタル放送開始・記念イベント[7]

- 2004年12月1日　記念セミナー[8]

全国会議 第3回総会
- 2005年12月1日　放送開始2周年　地上デジタル放送のフルパワー出力・記念イベント[注釈 6]

- 2006年12月1日　全国放送開始「デジタル放送の日」制定式典

全国会議 第5回総会
- 2007年12月1日　BSデジタル新規3局開局[11]

- 2008年12月1日　デジタル放送の日 記念の集い[12]

- 2009年12月1日　デジタル放送の日 記念の集い（新宿・京王プラザホテル）[13]

- 2010年12月1日　総務大臣と総理大臣を表敬訪問

- 2011年12月1日　デジタル放送の日

DPA感謝の集い（DPA=地上デジタル推進全国会議）
- 2012年12月1日　記念イベント（東京スカイツリー）

レッツ！デジタル放送イベント（出演：ザ・たっち）
- 2013年4月 放送開始10周年式典[17]

「デジタル放送の日」を日本記念日協会に登録

## 地上デジタル推進全国会議
地上デジタル推進全国会議（DPA）は、地上テレビ放送事業者（NHK、全地上テレビ放送事業者とBSテレビ放送事業者の合計全127社、放送関連団体、メーカー、販売店（日本電気大型店協会、全国電機商業組合連合会等）、新聞（全国紙5紙ほか地方紙5紙）、広告・雑誌（電通、博報堂等）、経済団体（日本商工会議所、経団連、経済同友会等）、通信団体、消費者団体、地方公共団体（都道府県知事等）、中央省庁（総務省、警察庁、経済産業省等）ほかの代表452名によって構成され、デジタル放送の推進に努めた。

## 関連資料
デジタル放送推進のための行動計画（第1次–第11次）
- 「デジタル放送推進のための行動計画（第7次）」（PDF）、総務省、2006年12月1日、 オリジナルの2013年3月9日時点におけるアーカイブ、2018年10月29日閲覧。
- “NHK/民放アナの地デジ推進大使がDpaの新企画を紹介—「全国キャラバンカー」で魅力アピール。新CMも開始”.   AV Watch編集部 (2007年7月24日). 2008年12月5日時点のオリジナルよりアーカイブ。2018年10月29日閲覧。

「地上デジタル完全移行までちょうど4年前 草彅剛新作スポット放送開始“地デジ体感”全国キャラバンスタート記者発表」。NHKと民放のアナウンサーで構成する推進大使6名が登場し、改めて普及活動に力を入れていく決意を表明した。